# Balaki
Balaki est une ville et une sous-préfecture de Guinée, rattachée à la préfecture de Mali et la région de Labé. 

## Population
En 2016, le nombre d'habitants est estimé à 12 364, à partir d'une extrapolation officielle du recensement de 2014 qui en avait dénombré 11 561.

## Subdivision administrative

### Districts
Balaki centre, bouria, foulaya, koppou, djoula baya, nyafou, madina foulbhé, koumsi

## Tourisme
- Colline de Balaki[2]